# Bahnstrecke Paris–Strasbourg
| Gare de l’Est in Paris |                      | | |
| Verlauf der Bahnstrecke Paris–Strasbourg |                      | | |
| Streckennummer (SNCF): | 070 000              | | |
| Kursbuchstrecke (SNCF): | 101 und 103          | | |
| Streckenlänge: | 502,0 km             | | |
| Spurweite: | 1435 mm (Normalspur) | | |
| Stromsystem: | 25 kV 50 Hz ~        | | |
| Maximale Neigung: | 8 ‰                  | | |
| Streckengeschwindigkeit: | 160 km/h             | | |
| Zweigleisigkeit: | ja                   | | |
| |                      | | |
| \| \| 0,00 \| Paris-Est \| Paris-Est \| \| \| \| (weitere Betriebsstellen) \| \| \| \| 8,91 \| Noisy-le-Sec \| Noisy-le-Sec \| \| \| \| Bahnstrecke Paris–Mulhouse nach Mulhouse \| \| \| \| 10,27 \| Bondy \| Bondy \| \| \| \| Linie 4 der Pariser Straßenbahn nach Aulnay-sous-Bois \| \| \| \| 12,82 \| Le Raincy \| Le Raincy \| \| \| 14,06 \| Gagny \| Gagny \| \| \| 16,12 \| Le Chénay-Gagny \| Le Chénay-Gagny \| \| \| 18,31 \| Chelles-Gournay \| Chelles-Gournay \| \| \| 22,54 \| Vaires-Torcy \| Vaires-Torcy \| \| \| 22,70 \| LGV Est européenne nach Straßburg \| LGV Est européenne nach Straßburg \| \| \| 27,35 \| Lagny-Thorigny \| Lagny-Thorigny \| \| \| 32,91 \| Brücke über die Marne (70 m) \| Brücke über die Marne (70 m) \| \| \| 33,23 \| Tunnel de Chalifert (168 m) \| Tunnel de Chalifert (168 m) \| \| \| 33,37 \| LGV Interconnexion Est \| LGV Interconnexion Est \| \| \| \| von Crécy-la-Chapelle \| \| \| \| 36,14 \| Esbly \| Esbly \| \| \| 37,71 \| Marne (70 m) \| Marne (70 m) \| \| \| 44,20 \| Meaux \| Meaux \| \| \| 49,88 \| Marne (70 m) \| Marne (70 m) \| \| \| 50,24 \| Trilport \| Trilport \| \| \| \| Bahnstrecke Trilport–Bazoches nach Reims \| \| \| \| 54,31 \| Tunnel bei Armentières (655 m) \| Tunnel bei Armentières (655 m) \| \| \| 55,03 \| Marne (70 m) \| Marne (70 m) \| \| \| 57,69 \| Changis sur Marne \| Changis sur Marne \| \| \| 65,15 \| La Ferté-sous-Jouarre \| La Ferté-sous-Jouarre \| \| \| 69,65 \| Marne (70 m) \| Marne (70 m) \| \| \| 72,05 \| Marne (70 m) \| Marne (70 m) \| \| \| 72,73 \| (945 m) \| (945 m) \| \| \| 73,44 \| Marne (82 m) \| Marne (82 m) \| \| \| 73,82 \| Nanteuil-Sarcy \| Nanteuil-Sarcy \| \| \| 83,78 \| Nogent-l’Artaud-Charly \| Nogent-l’Artaud-Charly \| \| \| 87,61 \| (407 m) \| (407 m) \| \| \| 88,07 \| Chézy-sur-Marne \| Chézy-sur-Marne \| \| \| 94,10 \| Bahnstrecke Château-Thierry–Oulchy-Breny von Oulchy-Breny \| Bahnstrecke Château-Thierry–Oulchy-Breny von Oulchy-Breny \| \| \| 94,49 \| Château-Thierry \| Château-Thierry \| \| \| 103,30 \| Bahnstrecke Mézy–Romilly-sur-Seine \| Bahnstrecke Mézy–Romilly-sur-Seine \| \| \| 116,40 \| Dormans \| Dormans \| \| \| 125,91 \| Port-à-Binson-Châtillon \| Port-à-Binson-Châtillon \| \| \| 135,49 \| Damery-Boursault \| Damery-Boursault \| \| \| \| Chemin de fer de la Banlieue de Reims (CBR; 1895–1937) \| \| \| \| 141,40 \| Épernay \| Épernay \| \| \| \| Bahnstrecke Épernay–Reims von/nach Reims \| \| \| \| 147,60 \| Oiry \| Oiry \| \| \| 148,30 \| Bahnstrecke Oiry-Mareuil–Romilly-sur-Seine von/n. Romilly/S. \| Bahnstrecke Oiry-Mareuil–Romilly-sur-Seine von/n. Romilly/S. \| \| \| 154,06 \| Athis-Tours sur Marne \| Athis-Tours sur Marne \| \| \| 158,65 \| Jâlons \| Jâlons \| \| \| \| \| \| \| \| \| Bahnstrecke Châlons-en-Champagne–Reims von Reims \| \| \| \| \| \| \| \| \| 172,21 \| Châlons-en-Champagne \| Châlons-en-Champagne \| \| \| 174,86 \| Coolus \| Coolus \| \| \| 175,76 \| Bahnstrecke Coolus–Sens \| Bahnstrecke Coolus–Sens \| \| \| 187,72 \| Vitry-la-Ville \| Vitry-la-Ville \| \| \| 198,82 \| Loisy-sur-Marne \| Loisy-sur-Marne \| \| \| 204,15 \| Marne (57 m) \| Marne (57 m) \| \| \| \| \| \| \| \| \| Bahnstrecke Vallentigny–Vitry-le-François und Bahnstrecke Fère-Champenoise–Vitry-le-François \| \| \| \| \| \| \| \| \| 204,90 \| Vitry-le-François \| 104 m \| \| \| 217,11 \| Blesme-Haussignémont \| Blesme-Haussignémont \| \| \| \| \| \| \| \| \| Bahnstrecke Blesme-Haussignémont–Chaumont über Saint-Dizier nach Chaumont \| \| \| \| \| \| \| \| \| 225,31 \| Pargny-sur-Saulx \| Pargny-sur-Saulx \| \| \| 230,91 \| Sermaize-les-Bains \| Sermaize-les-Bains \| \| \| \| \| \| \| \| 236,70 237,20 \| Bahnstrecke Revigny–Saint-Dizier und Bahnstrecke Amagne-Lucquy–Revigny \| Bahnstrecke Revigny–Saint-Dizier und Bahnstrecke Amagne-Lucquy–Revigny \| \| \| \| \| \| \| \| 239,04 \| Revigny \| Revigny \| \| \| 244,99 \| Mussey \| Mussey \| \| \| 253,59 \| Bar-le-Duc \| Bar-le-Duc \| \| \| 258,51 \| Longeville-Meuse \| Longeville-Meuse \| \| \| 264,97 \| Nançois-Tronville \| Nançois-Tronville \| \| \| 273,58 \| Ernécourt-Loxéville \| Ernécourt-Loxéville \| \| \| \| Bahnstrecke Pont-Maugis–Lérouville \| \| \| \| 288,72 \| Lérouville \| Lérouville \| \| \| \| Bahnstrecke Lérouville–Metz von/nach Metz \| \| \| \| 294,01 \| Commercy \| Commercy \| \| \| 299,78 \| Maas (90 m) \| Maas (90 m) \| \| \| 302,20 \| Bahnstrecke Jessains–Sorcy von Jessains \| Bahnstrecke Jessains–Sorcy von Jessains \| \| \| 302,20 \| Sorcy \| 241 m \| \| \| 306,99 \| (572 m) \| (572 m) \| \| \| 307,86 \| Pagny-sur-Meuse \| Pagny-sur-Meuse \| \| \| 3080,0 \| Bahnstrecke Bologne–Pagny-sur-Meuse nach Bologne \| Bahnstrecke Bologne–Pagny-sur-Meuse nach Bologne \| \| \| 311,17 \| (1122 m) \| (1122 m) \| \| \| 312,62 \| Foug \| Foug \| \| \| \| Bahnstrecke Culmont-Chalindrey–Toul nach Culmont-Ch. \| \| \| \| 319,40 \| Toul \| Toul \| \| \| \| Bahnstrecke Toul–Rosières-aux-Salines ü. Pont-St-Vincent \| \| \| \| 327,28 \| Moselle (112 m) \| Moselle (112 m) \| \| \| 328,14 \| Fontenoy-sur-Moselle \| Fontenoy-sur-Moselle \| \| \| 336,96 \| Moselle (117 m) \| Moselle (117 m) \| \| \| 337,39 \| Liverdun \| Liverdun \| \| \| 338,03 \| Moselle (117 m) \| Moselle (117 m) \| \| \| \| Bahnstrecke Frouard–Novéant nach Metz \| \| \| \| 344,27 \| Frouard \| Frouard \| \| \| \| Bahnstrecke Champigneulles–Sarralbe von Sarralbe \| \| \| \| 347,18 \| Champigneulles \| Champigneulles \| \| \| 352,43 \| Nancy-Ville (früher: Nancy-Saint-Jean) \| Nancy-Ville (früher: Nancy-Saint-Jean) \| \| \| 355,29 \| Jarville \| Jarville \| \| \| \| Bahnstrecke Jarville-la-Malgrange–Mirecourt n. Mirecourt \| \| \| \| 357,95 \| Laneuveville \| Laneuveville \| \| \| 361,93 \| Meurthe (91 m) \| Meurthe (91 m) \| \| \| 365,40 \| Varangéville-Saint-Nicolas \| Varangéville-Saint-Nicolas \| \| \| 366,08 \| Dombasle-sur-Meurthe \| Dombasle-sur-Meurthe \| \| \| ~3700,0 \| Bahnstrecke Toul–Rosières-aux-Salines vou Toul \| Bahnstrecke Toul–Rosières-aux-Salines vou Toul \| \| \| 370,14 \| Rosières-aux-Salines \| Rosières-aux-Salines \| \| \| 375,46 \| Blainville-Damelevières \| Blainville-Damelevières \| \| \| \| Bahnstrecke Blainville-Damelevières–Lure nach Lure \| \| \| \| 380,35 \| Mont-sur-Meurthe \| Mont-sur-Meurthe \| \| \| 380,40 \| Bahnstrecke Mont-sur-Meurthe–Bruyères nach Bruyères \| Bahnstrecke Mont-sur-Meurthe–Bruyères nach Bruyères \| \| \| 382,30 \| Meurthe (70 m) \| Meurthe (70 m) \| \| \| 383,98 \| Meurthe (42 m) \| Meurthe (42 m) \| \| \| 385,18 \| Lunéville \| Lunéville \| \| \| \| Bahnstrecke Lunéville–Saint-Dié n. Saint-Dié-des-Vosges \| \| \| \| 392,89 \| Marainviller \| Marainviller \| \| \| 401,20 \| Emberméril \| Emberméril \| \| \| 409,59 \| Igney-Avricourt \| Igney-Avricourt \| \| \| 409,74 \| Bahnstrecke Igney-Avricourt–Cirey nach Cirey \| Bahnstrecke Igney-Avricourt–Cirey nach Cirey \| \| \| \| Ehemalige Grenze Frankreich/Deutsches Reich \| \| \| \| 410,89 \| Nouvel-Avricourt[Anm. 1] \| Nouvel-Avricourt[Anm. 1] \| \| \| 412,65 \| Bahnstrecke Nouvel-Avricourt–Bénestroff von/nach Bénestroff \| Bahnstrecke Nouvel-Avricourt–Bénestroff von/nach Bénestroff \| \| \| 413,48 \| Réchicourt-le-Château \| Réchicourt-le-Château \| \| \| 420,13 \| Gondrexange \| Gondrexange \| \| \| 420,34 \| Canal de la Marne au Rhin (32 m) \| Canal de la Marne au Rhin (32 m) \| \| \| 422,00 \| Hertzing \| Hertzing \| \| \| 423,28 \| Héming \| Héming \| \| \| 425,25 \| Xouaxange \| Xouaxange \| \| \| 426,63 \| Überwerfungsbauwerk zum Wechsel der Fahrordnung \| Überwerfungsbauwerk zum Wechsel der Fahrordnung \| \| \| 428,80 \| Imling \| Imling \| \| \| \| Bahnstrecke Sarrebourg–Abreschviller \| \| \| \| 431,83 \| Sarrebourg \| Sarrebourg \| \| \| 435,12 \| Bahnstrecke Réding–Rémilly von/nach Metz \| Bahnstrecke Réding–Rémilly von/nach Metz \| \| \| 435,20 \| Réding \| Réding \| \| \| \| nach Drulingen (zur LGV Est seit 2016) \| \| \| \| \| Tunnel bei Arzviller (2677 m) \| \| \| \| 442,88 \| Arzviller \| Arzviller \| \| \| 446,14 \| Canal de la Marne au Rhin (92 m) \| Canal de la Marne au Rhin (92 m) \| \| \| 446,64 \| Hofmuhl-Tunnel (328/247 m) \| Hofmuhl-Tunnel (328/247 m) \| \| \| 447,98 \| Lutzelbourg \| Lutzelbourg \| \| \| \| Bahnstrecke Lutzelbourg–Drulingen (Schmalspur) \| \| \| \| 448,30 \| Tunnel de Lutzelbourg (439 m) \| Tunnel de Lutzelbourg (439 m) \| \| \| 451,72 \| Tunnel bei Niederrheimberg (400 m) \| Tunnel bei Niederrheimberg (400 m) \| \| \| 452,40 \| Tunnel Niederrheinthal (493 m) \| Tunnel Niederrheinthal (493 m) \| \| \| 453,47 \| Stambach \| Stambach \| \| \| 455,33 \| Tunnel Haut-Barr (304 m) \| Tunnel Haut-Barr (304 m) \| \| \| 458,01 \| Saverne \| Saverne \| \| \| \| Bahnstrecke Sélestat–Saverne von/nach Obernai \| \| \| \| 459,83 \| Zornhoff-Monswiller \| Zornhoff-Monswiller \| \| \| 462,46 \| Steinbourg \| Steinbourg \| \| \| \| Bahnstrecke Steinbourg–Rastatt nach Obermodern \| \| \| \| 466,47 \| Dettwiller \| Dettwiller \| \| \| \| LGV Est européenne \| \| \| \| 469,64 \| Wilwisheim \| Wilwisheim \| \| \| 474,55 \| Hochfelden \| Hochfelden \| \| \| 476,65 \| Schwindratzheim \| Schwindratzheim \| \| \| 478,08 \| Bahnstrecke Mommenheim–Sarreguemines v. Sarreguem. \| Bahnstrecke Mommenheim–Sarreguemines v. Sarreguem. \| \| \| 479,73 \| Mommenheim \| Mommenheim \| \| \| 484,85 \| Brumath \| Brumath \| \| \| 486,57 \| Stephansfeld \| Stephansfeld \| \| \| \| Bahnstrecke Vendenheim–Wissembourg von Wissembourg \| \| \| \| \| LGV Est européenne \| \| \| \| 492,39 \| Vendenheim \| Vendenheim \| \| \| 494,74 \| Mundolsheim \| Mundolsheim \| \| \| \| Hausbergen Güterbahnhof und Bahnbetriebswerk \| \| \| \| \| Bahnstrecke Strasbourg–Lauterbourg nach Lauterbourg \| \| \| \| \| Güterumgehungsbahn \| \| \| \| \| Bahnstrecke Strasbourg–Lauterbourg von Lauterbourg \| \| \| \| 502,00 \| Strasbourg \| Strasbourg \| \| \| \| \| \| \| \| \| Bahnstrecke Strasbourg–Saint-Dié nach Saint-Dié, Bahnstrecke Strasbourg–Basel nach Basel und Europabahn nach Offenburg \| \| |                      | | |
| Kopfbahnhof Streckenanfang | 0,00                 | Paris-Est | Paris-Est |
| |                      | (weitere Betriebsstellen)                                                                                              | |
| Bahnhof | 8,91                 | Noisy-le-Sec | Noisy-le-Sec |
| Abzweig geradeaus und nach rechts |                      | Bahnstrecke Paris–Mulhouse nach Mulhouse                                                                               | Bahnstrecke Paris–Mulhouse nach Mulhouse                                                                               |
| Bahnhof · U-Bahn-Kopfbahnhof Streckenanfang | 10,27                | Bondy | Bondy |
| Strecke · U-Bahn-Strecke nach links |                      | Linie 4 der Pariser Straßenbahn nach Aulnay-sous-Bois                                                                  | Linie 4 der Pariser Straßenbahn nach Aulnay-sous-Bois                                                                  |
| Haltepunkt / Haltestelle | 12,82                | Le Raincy | Le Raincy |
| Haltepunkt / Haltestelle | 14,06                | Gagny | Gagny |
| Haltepunkt / Haltestelle | 16,12                | Le Chénay-Gagny | Le Chénay-Gagny |
| Haltepunkt / Haltestelle | 18,31                | Chelles-Gournay | Chelles-Gournay |
| Haltepunkt / Haltestelle | 22,54                | Vaires-Torcy | Vaires-Torcy |
| Abzweig geradeaus und nach links | 22,70                | LGV Est européenne nach Straßburg                                                                                      | LGV Est européenne nach Straßburg                                                                                      |
| Haltepunkt / Haltestelle | 27,35                | Lagny-Thorigny | Lagny-Thorigny |
| Brücke über Wasserlauf | 32,91                | Brücke über die Marne (70 m)                                                                                           | Brücke über die Marne (70 m)                                                                                           |
| Tunnel | 33,23                | Tunnel de Chalifert (168 m)                                                                                            | Tunnel de Chalifert (168 m)                                                                                            |
| Kreuzung geradeaus unten | 33,37                | LGV Interconnexion Est                                                                                                 | LGV Interconnexion Est                                                                                                 |
| Abzweig geradeaus und von rechts |                      | von Crécy-la-Chapelle                                                                                                  | von Crécy-la-Chapelle                                                                                                  |
| Bahnhof | 36,14                | Esbly | Esbly |
| Brücke über Wasserlauf | 37,71                | Marne (70 m) | Marne (70 m) |
| Bahnhof | 44,20                | Meaux | Meaux |
| Brücke über Wasserlauf | 49,88                | Marne (70 m) | Marne (70 m) |
| Bahnhof | 50,24                | Trilport | Trilport |
| Abzweig geradeaus und nach links |                      | Bahnstrecke Trilport–Bazoches nach Reims                                                                               | Bahnstrecke Trilport–Bazoches nach Reims                                                                               |
| Tunnel | 54,31                | Tunnel bei Armentières (655 m)                                                                                         | Tunnel bei Armentières (655 m)                                                                                         |
| Brücke über Wasserlauf | 55,03                | Marne (70 m) | Marne (70 m) |
| Bahnhof | 57,69                | Changis sur Marne | Changis sur Marne |
| Bahnhof | 65,15                | La Ferté-sous-Jouarre                                                                                                  | La Ferté-sous-Jouarre                                                                                                  |
| Brücke über Wasserlauf | 69,65                | Marne (70 m) | Marne (70 m) |
| Brücke über Wasserlauf | 72,05                | Marne (70 m) | Marne (70 m) |
| Tunnel | 72,73                | (945 m) | (945 m) |
| Brücke über Wasserlauf | 73,44                | Marne (82 m) | Marne (82 m) |
| Bahnhof | 73,82                | Nanteuil-Sarcy | Nanteuil-Sarcy |
| Bahnhof | 83,78                | Nogent-l’Artaud-Charly                                                                                                 | Nogent-l’Artaud-Charly                                                                                                 |
| Tunnel | 87,61                | (407 m) | (407 m) |
| Bahnhof | 88,07                | Chézy-sur-Marne | Chézy-sur-Marne |
| Abzweig geradeaus und von links | 94,10                | Bahnstrecke Château-Thierry–Oulchy-Breny von Oulchy-Breny                                                              | Bahnstrecke Château-Thierry–Oulchy-Breny von Oulchy-Breny                                                              |
| Bahnhof | 94,49                | Château-Thierry | Château-Thierry |
| Abzweig geradeaus und nach rechts | 103,30               | Bahnstrecke Mézy–Romilly-sur-Seine                                                                                     | Bahnstrecke Mézy–Romilly-sur-Seine                                                                                     |
| Bahnhof | 116,40               | Dormans | Dormans |
| Bahnhof | 125,91               | Port-à-Binson-Châtillon                                                                                                | Port-à-Binson-Châtillon                                                                                                |
| Bahnhof | 135,49               | Damery-Boursault | Damery-Boursault |
| U-Bahn-Strecke von rechts (außer Betrieb) · Strecke |                      | Chemin de fer de la Banlieue de Reims (CBR; 1895–1937)                                                                 | Chemin de fer de la Banlieue de Reims (CBR; 1895–1937)                                                                 |
| U-Bahn-Kopfbahnhof Streckenende · Bahnhof | 141,40               | Épernay | Épernay |
| Abzweig geradeaus, nach links und von links |                      | Bahnstrecke Épernay–Reims von/nach Reims                                                                               | Bahnstrecke Épernay–Reims von/nach Reims                                                                               |
| ehemaliger Bahnhof | 147,60               | Oiry | Oiry |
| Abzweig geradeaus und ehemals von rechts | 148,30               | Bahnstrecke Oiry-Mareuil–Romilly-sur-Seine von/n. Romilly/S.                                                           | Bahnstrecke Oiry-Mareuil–Romilly-sur-Seine von/n. Romilly/S.                                                           |
| Bahnhof | 154,06               | Athis-Tours sur Marne                                                                                                  | Athis-Tours sur Marne                                                                                                  |
| Bahnhof | 158,65               | Jâlons | Jâlons |
| |                      | | |
| Abzweig geradeaus und von links |                      | Bahnstrecke Châlons-en-Champagne–Reims von Reims                                                                       | Bahnstrecke Châlons-en-Champagne–Reims von Reims                                                                       |
| |                      | | |
| Bahnhof | 172,21               | Châlons-en-Champagne                                                                                                   | Châlons-en-Champagne                                                                                                   |
| Bahnhof | 174,86               | Coolus | Coolus |
| Abzweig geradeaus und nach rechts | 175,76               | Bahnstrecke Coolus–Sens                                                                                                | Bahnstrecke Coolus–Sens                                                                                                |
| Bahnhof | 187,72               | Vitry-la-Ville | Vitry-la-Ville |
| Bahnhof | 198,82               | Loisy-sur-Marne | Loisy-sur-Marne |
| Brücke über Wasserlauf | 204,15               | Marne (57 m) | Marne (57 m) |
| |                      | | |
| Abzweig geradeaus und von rechts |                      | Bahnstrecke Vallentigny–Vitry-le-François und Bahnstrecke Fère-Champenoise–Vitry-le-François                           | Bahnstrecke Vallentigny–Vitry-le-François und Bahnstrecke Fère-Champenoise–Vitry-le-François                           |
| |                      | | |
| Bahnhof | 204,90               | Vitry-le-François | 104 m |
| ehemaliger Bahnhof | 217,11               | Blesme-Haussignémont                                                                                                   | Blesme-Haussignémont                                                                                                   |
| |                      | | |
| Abzweig geradeaus und nach rechts |                      | Bahnstrecke Blesme-Haussignémont–Chaumont über Saint-Dizier nach Chaumont                                              | Bahnstrecke Blesme-Haussignémont–Chaumont über Saint-Dizier nach Chaumont                                              |
| |                      | | |
| Bahnhof | 225,31               | Pargny-sur-Saulx | Pargny-sur-Saulx |
| Bahnhof | 230,91               | Sermaize-les-Bains | Sermaize-les-Bains |
| |                      | | |
| Kreuzung (Querstrecke außer Betrieb) | 236,70 237,20        | Bahnstrecke Revigny–Saint-Dizier und Bahnstrecke Amagne-Lucquy–Revigny                                                 | Bahnstrecke Revigny–Saint-Dizier und Bahnstrecke Amagne-Lucquy–Revigny                                                 |
| |                      | | |
| Bahnhof | 239,04               | Revigny | Revigny |
| Bahnhof | 244,99               | Mussey | Mussey |
| Bahnhof | 253,59               | Bar-le-Duc | Bar-le-Duc |
| Bahnhof | 258,51               | Longeville-Meuse | Longeville-Meuse |
| Bahnhof | 264,97               | Nançois-Tronville | Nançois-Tronville |
| Bahnhof | 273,58               | Ernécourt-Loxéville | Ernécourt-Loxéville |
| Abzweig geradeaus und ehemals von links |                      | Bahnstrecke Pont-Maugis–Lérouville                                                                                     | Bahnstrecke Pont-Maugis–Lérouville                                                                                     |
| Bahnhof | 288,72               | Lérouville | Lérouville |
| Abzweig geradeaus, nach links und von links |                      | Bahnstrecke Lérouville–Metz von/nach Metz                                                                              | Bahnstrecke Lérouville–Metz von/nach Metz                                                                              |
| Bahnhof | 294,01               | Commercy | Commercy |
| Brücke über Wasserlauf | 299,78               | Maas (90 m) | Maas (90 m) |
| Abzweig geradeaus, ehemals nach rechts und ehemals von rechts | 302,20               | Bahnstrecke Jessains–Sorcy von Jessains                                                                                | Bahnstrecke Jessains–Sorcy von Jessains                                                                                |
| Bahnhof | 302,20               | Sorcy | 241 m |
| Tunnel | 306,99               | (572 m) | (572 m) |
| Bahnhof | 307,86               | Pagny-sur-Meuse | Pagny-sur-Meuse |
| Abzweig geradeaus, nach rechts und ehemals von rechts | 3080,0               | Bahnstrecke Bologne–Pagny-sur-Meuse nach Bologne                                                                       | Bahnstrecke Bologne–Pagny-sur-Meuse nach Bologne                                                                       |
| Tunnel | 311,17               | (1122 m) | (1122 m) |
| Bahnhof | 312,62               | Foug | Foug |
| Abzweig geradeaus, nach rechts und von rechts |                      | Bahnstrecke Culmont-Chalindrey–Toul nach Culmont-Ch.                                                                   | Bahnstrecke Culmont-Chalindrey–Toul nach Culmont-Ch.                                                                   |
| Bahnhof | 319,40               | Toul | Toul |
| Abzweig geradeaus und ehemals nach rechts |                      | Bahnstrecke Toul–Rosières-aux-Salines ü. Pont-St-Vincent                                                               | Bahnstrecke Toul–Rosières-aux-Salines ü. Pont-St-Vincent                                                               |
| Brücke über Wasserlauf | 327,28               | Moselle (112 m) | Moselle (112 m) |
| Bahnhof | 328,14               | Fontenoy-sur-Moselle                                                                                                   | Fontenoy-sur-Moselle                                                                                                   |
| Brücke über Wasserlauf | 336,96               | Moselle (117 m) | Moselle (117 m) |
| Bahnhof | 337,39               | Liverdun | Liverdun |
| Brücke über Wasserlauf | 338,03               | Moselle (117 m) | Moselle (117 m) |
| Abzweig geradeaus, nach links und von links |                      | Bahnstrecke Frouard–Novéant nach Metz                                                                                  | Bahnstrecke Frouard–Novéant nach Metz                                                                                  |
| Bahnhof | 344,27               | Frouard | Frouard |
| Abzweig geradeaus und ehemals von links |                      | Bahnstrecke Champigneulles–Sarralbe von Sarralbe                                                                       | Bahnstrecke Champigneulles–Sarralbe von Sarralbe                                                                       |
| Bahnhof | 347,18               | Champigneulles | Champigneulles |
| Bahnhof | 352,43               | Nancy-Ville (früher: Nancy-Saint-Jean)                                                                                 | Nancy-Ville (früher: Nancy-Saint-Jean)                                                                                 |
| Bahnhof | 355,29               | Jarville | Jarville |
| Abzweig geradeaus und nach rechts |                      | Bahnstrecke Jarville-la-Malgrange–Mirecourt n. Mirecourt                                                               | Bahnstrecke Jarville-la-Malgrange–Mirecourt n. Mirecourt                                                               |
| Bahnhof | 357,95               | Laneuveville | Laneuveville |
| Brücke über Wasserlauf | 361,93               | Meurthe (91 m) | Meurthe (91 m) |
| Bahnhof | 365,40               | Varangéville-Saint-Nicolas                                                                                             | Varangéville-Saint-Nicolas                                                                                             |
| Bahnhof | 366,08               | Dombasle-sur-Meurthe                                                                                                   | Dombasle-sur-Meurthe                                                                                                   |
| Abzweig geradeaus und von rechts | ~3700,0              | Bahnstrecke Toul–Rosières-aux-Salines vou Toul                                                                         | Bahnstrecke Toul–Rosières-aux-Salines vou Toul                                                                         |
| Bahnhof | 370,14               | Rosières-aux-Salines                                                                                                   | Rosières-aux-Salines                                                                                                   |
| Bahnhof | 375,46               | Blainville-Damelevières                                                                                                | Blainville-Damelevières                                                                                                |
| Abzweig geradeaus und nach rechts |                      | Bahnstrecke Blainville-Damelevières–Lure nach Lure                                                                     | Bahnstrecke Blainville-Damelevières–Lure nach Lure                                                                     |
| Bahnhof | 380,35               | Mont-sur-Meurthe | Mont-sur-Meurthe |
| Abzweig geradeaus und nach rechts | 380,40               | Bahnstrecke Mont-sur-Meurthe–Bruyères nach Bruyères                                                                    | Bahnstrecke Mont-sur-Meurthe–Bruyères nach Bruyères                                                                    |
| Brücke über Wasserlauf | 382,30               | Meurthe (70 m) | Meurthe (70 m) |
| Brücke über Wasserlauf | 383,98               | Meurthe (42 m) | Meurthe (42 m) |
| Bahnhof | 385,18               | Lunéville | Lunéville |
| Abzweig geradeaus und nach rechts |                      | Bahnstrecke Lunéville–Saint-Dié n. Saint-Dié-des-Vosges                                                                | Bahnstrecke Lunéville–Saint-Dié n. Saint-Dié-des-Vosges                                                                |
| Bahnhof | 392,89               | Marainviller | Marainviller |
| Bahnhof | 401,20               | Emberméril | Emberméril |
| Bahnhof | 409,59               | Igney-Avricourt | Igney-Avricourt |
| Abzweig geradeaus und ehemals nach rechts | 409,74               | Bahnstrecke Igney-Avricourt–Cirey nach Cirey                                                                           | Bahnstrecke Igney-Avricourt–Cirey nach Cirey                                                                           |
| Grenze |                      | Ehemalige Grenze Frankreich/Deutsches Reich                                                                            | Ehemalige Grenze Frankreich/Deutsches Reich                                                                            |
| ehemaliger Bahnhof | 410,89               | Nouvel-Avricourt | Nouvel-Avricourt |
| Abzweig geradeaus, ehemals nach links und ehemals von links | 412,65               | Bahnstrecke Nouvel-Avricourt–Bénestroff von/nach Bénestroff                                                            | Bahnstrecke Nouvel-Avricourt–Bénestroff von/nach Bénestroff                                                            |
| ehemaliger Haltepunkt / Haltestelle | 413,48               | Réchicourt-le-Château                                                                                                  | Réchicourt-le-Château                                                                                                  |
| ehemaliger Haltepunkt / Haltestelle | 420,13               | Gondrexange | Gondrexange |
| Brücke über Wasserlauf | 420,34               | Canal de la Marne au Rhin (32 m)                                                                                       | Canal de la Marne au Rhin (32 m)                                                                                       |
| ehemaliger Haltepunkt / Haltestelle | 422,00               | Hertzing | Hertzing |
| Bahnhof | 423,28               | Héming | Héming |
| ehemaliger Haltepunkt / Haltestelle | 425,25               | Xouaxange | Xouaxange |
| | 426,63               | Überwerfungsbauwerk zum Wechsel der Fahrordnung                                                                        | Überwerfungsbauwerk zum Wechsel der Fahrordnung                                                                        |
| ehemaliger Haltepunkt / Haltestelle | 428,80               | Imling | Imling |
| Abzweig geradeaus und ehemals von rechts |                      | Bahnstrecke Sarrebourg–Abreschviller                                                                                   | Bahnstrecke Sarrebourg–Abreschviller                                                                                   |
| Bahnhof | 431,83               | Sarrebourg | Sarrebourg |
| Abzweig geradeaus, nach links und von links | 435,12               | Bahnstrecke Réding–Rémilly von/nach Metz                                                                               | Bahnstrecke Réding–Rémilly von/nach Metz                                                                               |
| Bahnhof | 435,20               | Réding | Réding |
| Abzweig geradeaus und nach links |                      | nach Drulingen (zur LGV Est seit 2016)                                                                                 | nach Drulingen (zur LGV Est seit 2016)                                                                                 |
| Tunnel |                      | Tunnel bei Arzviller (2677 m)                                                                                          | Tunnel bei Arzviller (2677 m)                                                                                          |
| ehemaliger Bahnhof | 442,88               | Arzviller | Arzviller |
| Brücke über Wasserlauf | 446,14               | Canal de la Marne au Rhin (92 m)                                                                                       | Canal de la Marne au Rhin (92 m)                                                                                       |
| Tunnel | 446,64               | Hofmuhl-Tunnel (328/247 m)                                                                                             | Hofmuhl-Tunnel (328/247 m)                                                                                             |
| Bahnhof · U-Bahn-Kopfbahnhof Streckenanfang | 447,98               | Lutzelbourg | Lutzelbourg |
| Strecke · U-Bahn-Strecke nach links (außer Betrieb) |                      | Bahnstrecke Lutzelbourg–Drulingen (Schmalspur)                                                                         | Bahnstrecke Lutzelbourg–Drulingen (Schmalspur)                                                                         |
| Tunnel | 448,30               | Tunnel de Lutzelbourg (439 m)                                                                                          | Tunnel de Lutzelbourg (439 m)                                                                                          |
| Tunnel | 451,72               | Tunnel bei Niederrheimberg (400 m)                                                                                     | Tunnel bei Niederrheimberg (400 m)                                                                                     |
| Tunnel | 452,40               | Tunnel Niederrheinthal (493 m)                                                                                         | Tunnel Niederrheinthal (493 m)                                                                                         |
| ehemaliger Bahnhof | 453,47               | Stambach | Stambach |
| Tunnel | 455,33               | Tunnel Haut-Barr (304 m)                                                                                               | Tunnel Haut-Barr (304 m)                                                                                               |
| Bahnhof | 458,01               | Saverne | Saverne |
| Abzweig geradeaus, ehemals nach rechts und ehemals von rechts |                      | Bahnstrecke Sélestat–Saverne von/nach Obernai                                                                          | Bahnstrecke Sélestat–Saverne von/nach Obernai                                                                          |
| Bahnhof | 459,83               | Zornhoff-Monswiller | Zornhoff-Monswiller |
| Bahnhof | 462,46               | Steinbourg | Steinbourg |
| Abzweig geradeaus und ehemals nach links |                      | Bahnstrecke Steinbourg–Rastatt nach Obermodern                                                                         | Bahnstrecke Steinbourg–Rastatt nach Obermodern                                                                         |
| Bahnhof | 466,47               | Dettwiller | Dettwiller |
| Kreuzung geradeaus unten (Querstrecke außer Betrieb) |                      | LGV Est européenne | LGV Est européenne |
| Bahnhof | 469,64               | Wilwisheim | Wilwisheim |
| Bahnhof | 474,55               | Hochfelden | Hochfelden |
| Bahnhof | 476,65               | Schwindratzheim | Schwindratzheim |
| Abzweig geradeaus, ehemals nach links und von links | 478,08               | Bahnstrecke Mommenheim–Sarreguemines v. Sarreguem.                                                                     | Bahnstrecke Mommenheim–Sarreguemines v. Sarreguem.                                                                     |
| Bahnhof | 479,73               | Mommenheim | Mommenheim |
| Bahnhof | 484,85               | Brumath | Brumath |
| Bahnhof | 486,57               | Stephansfeld | Stephansfeld |
| Abzweig geradeaus und von links |                      | Bahnstrecke Vendenheim–Wissembourg von Wissembourg                                                                     | Bahnstrecke Vendenheim–Wissembourg von Wissembourg                                                                     |
| Abzweig geradeaus und von rechts |                      | LGV Est européenne | LGV Est européenne |
| Bahnhof | 492,39               | Vendenheim | Vendenheim |
| Bahnhof | 494,74               | Mundolsheim | Mundolsheim |
| ehemaliger Dienststation / Betriebs- oder Güterbahnhof |                      | Hausbergen Güterbahnhof und Bahnbetriebswerk                                                                           | Hausbergen Güterbahnhof und Bahnbetriebswerk                                                                           |
| Abzweig geradeaus und nach links |                      | Bahnstrecke Strasbourg–Lauterbourg nach Lauterbourg                                                                    | Bahnstrecke Strasbourg–Lauterbourg nach Lauterbourg                                                                    |
| Abzweig geradeaus und nach rechts |                      | Güterumgehungsbahn | Güterumgehungsbahn |
| Abzweig geradeaus und von links |                      | Bahnstrecke Strasbourg–Lauterbourg von Lauterbourg                                                                     | Bahnstrecke Strasbourg–Lauterbourg von Lauterbourg                                                                     |
| Bahnhof | 502,00               | Strasbourg | Strasbourg |
| |                      | | |
| Strecke |                      | Bahnstrecke Strasbourg–Saint-Dié nach Saint-Dié, Bahnstrecke Strasbourg–Basel nach Basel und Europabahn nach Offenburg | Bahnstrecke Strasbourg–Saint-Dié nach Saint-Dié, Bahnstrecke Strasbourg–Basel nach Basel und Europabahn nach Offenburg |

Die Bahnstrecke Paris–Straßburg ist eine elektrifizierte Hauptbahn in Frankreich, sie verbindet die Städte Paris und Straßburg miteinander. Die Compagnie des Chemins de fer de l’Est (EST) gab ihr die Streckennummer 1, aktuell wird sie als Strecke 070 000 bezeichnet.
Der Abschnitt von Paris-Est nach Noisy-le-Sec ist Teil der Bahnstrecke Paris–Mulhouse, welche seinerzeit als Strecke 4 geführt wurde und die heute die Nummer 001 000 trägt.

## Geschichte

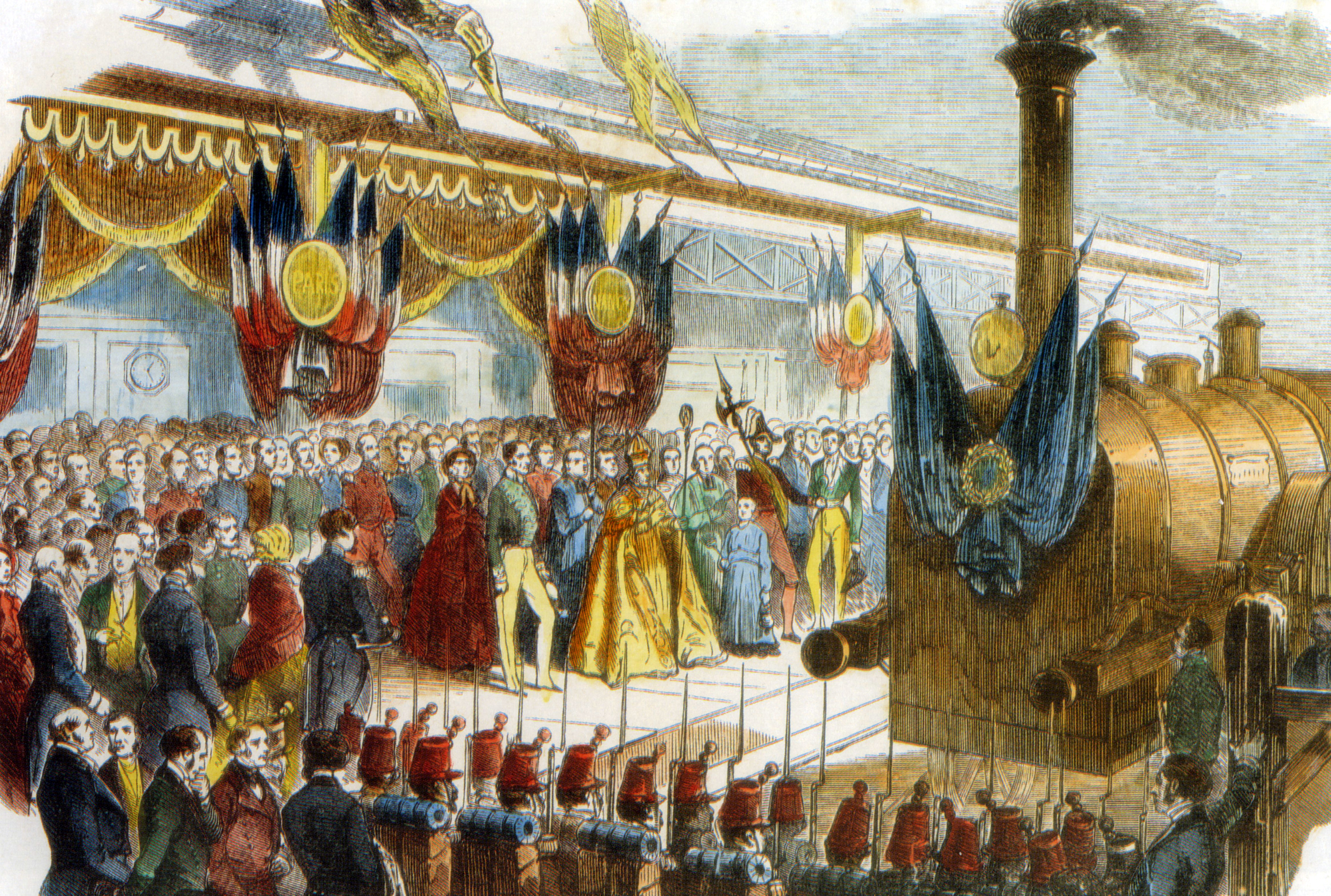
Eröffnung des Streckenabschnitts nach Nancy

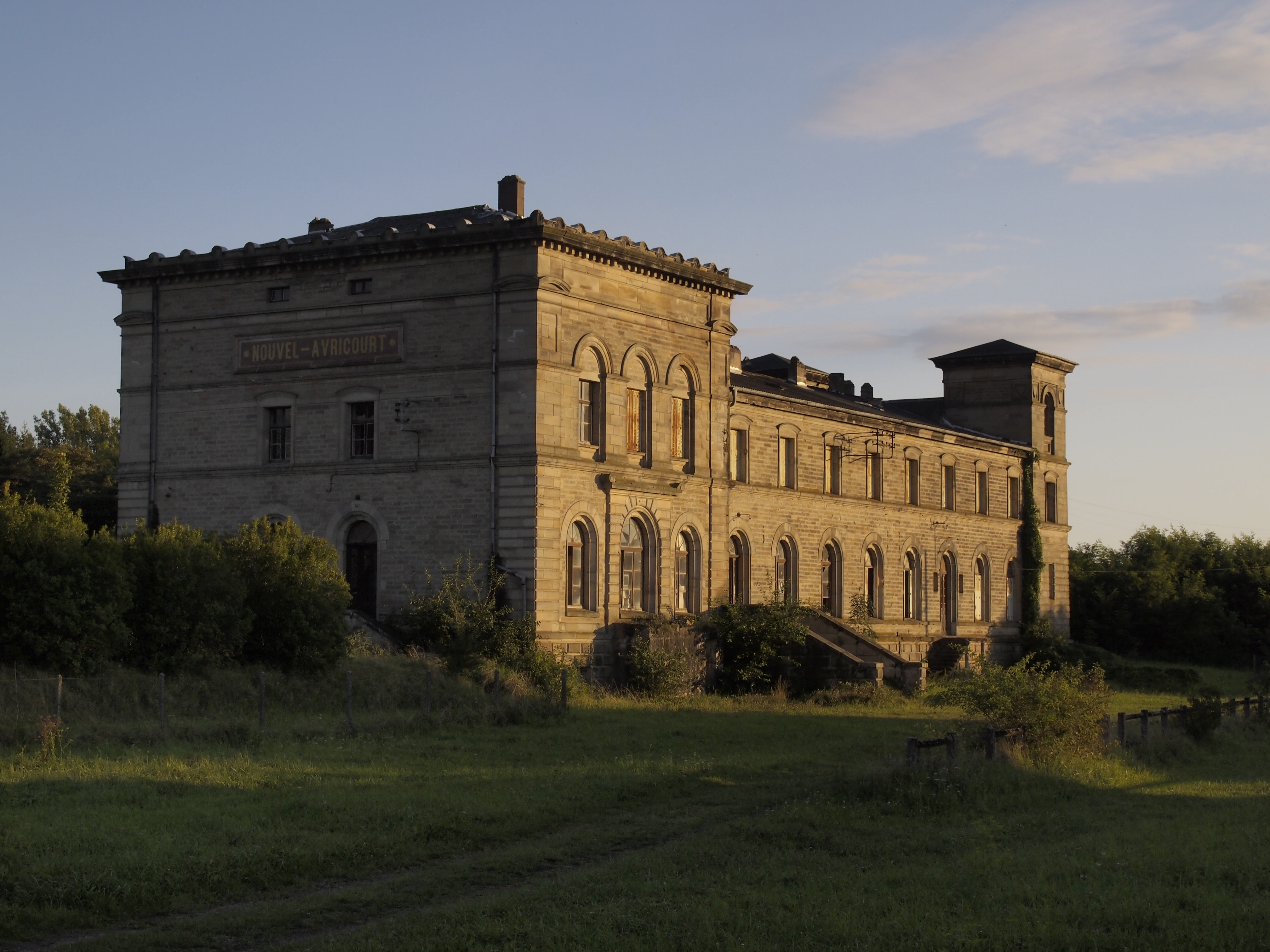
Deutscher Grenzbahnhof bis 1918: Deutsch-Avricourt

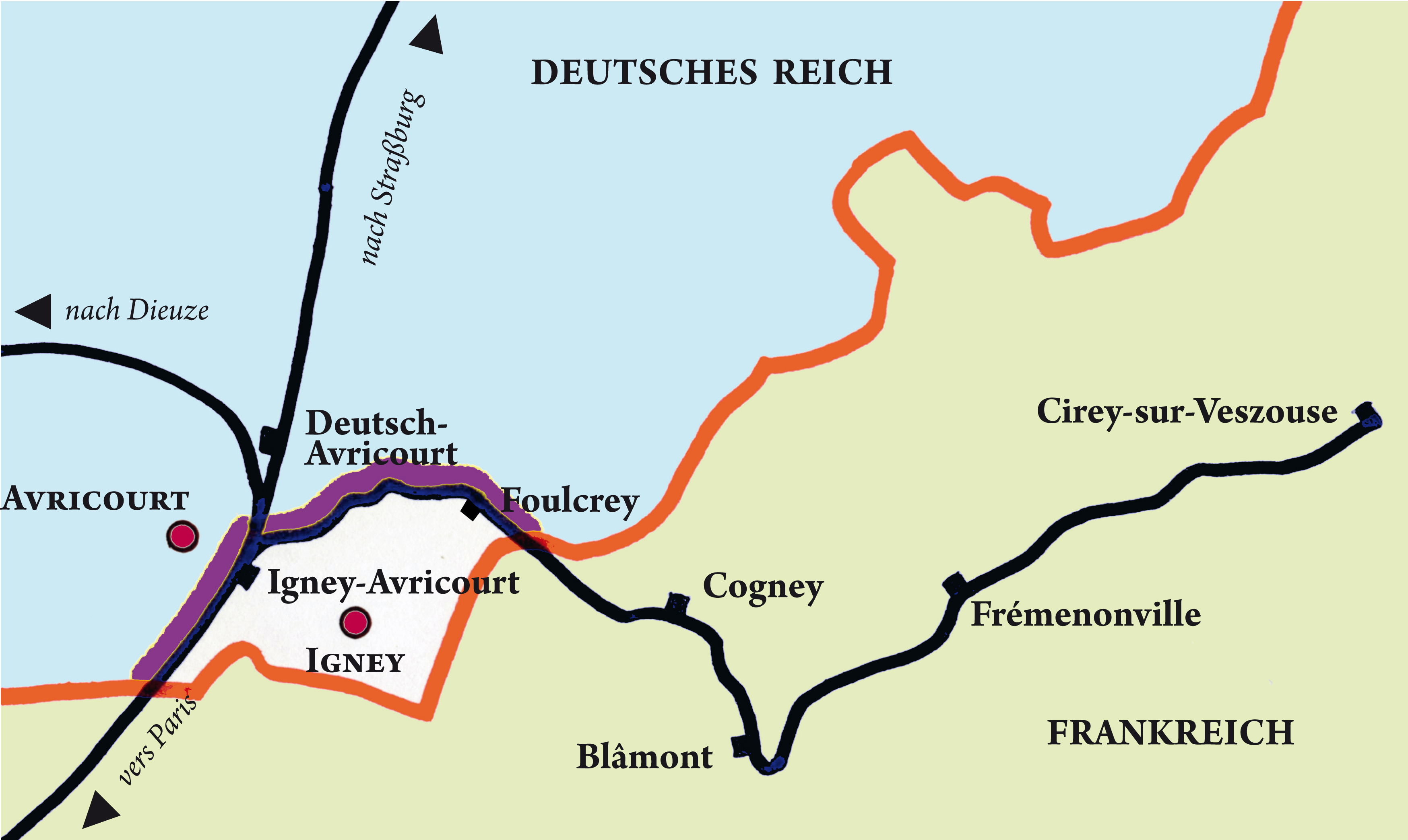
Grenzübertritt der Strecke bei Avricourt: Rot: Grenze aufgrund des Friedens von Frankfurt vom 10. Mai 1871; Violett: Grenze aufgrund des Zusatzabkommens vom 12. Oktober 1871

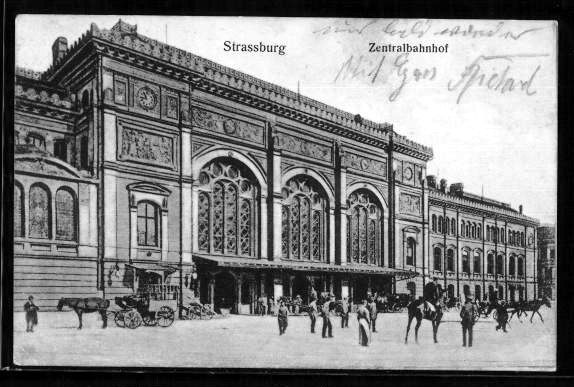
Bahnhof Straßburg nach 1900

Im Jahr 1845 erhielt die Compagnie du chemin de fer de Paris à Strasbourg, die spätere Compagnie des Chemins de fer de l’Est, die Konzession zum Bau einer Bahnstrecke von Paris nach Straßburg mit Abzweigungen von Épernay nach Reims und von Frouard nach Metz. Am 5. Juli 1849 konnte zunächst der Abschnitt vom Pariser Bahnhof Gare de l’Est (Ostbahnhof) nach Meaux eröffnet werden. Es folgten weitere Teilstücke, so am 29. Mai 1851 der Abschnitt von Sarrebourg nach Straßburg. Am 12. August 1852 konnte mit der Inbetriebnahme des Abschnitts von Nancy nach Sarrebourg die gesamte Strecke befahren werden.
Nach der Abtretung von Elsaß-Lothringen an das Deutsche Kaiserreich 1871 gelangte der Abschnitt Avricourt–Straßburg unter die Verwaltung der neu gegründeten Reichseisenbahnen in Elsaß-Lothringen (EL). Die Grenzziehung teilte Avricourt, wobei der bestehende Bahnhof (heute: Bahnhof Igney-Avricourt) in Frankreich zu liegen kam. Der Nordteil Avricourts kam zu Deutschland. Dort wurde 1875 ein eigener Grenzbahnhof mit der Bezeichnung Deutsch-Avricourt errichtet was auch die amtliche Bezeichnung des in Deutschland gelegenen Ortsteils war. Er wurde 1915 in Elfringen umbenannt, der Bahnhof in Elfringen (Lothr.). Der Tunnel bei Arzweiler war mit 2690 m der längste der EL.
Diese historische Systemgrenze zwischen deutscher und französischer Eisenbahn ist noch an dem Überwerfungsbauwerk bei Sarrebourg (deutsch: Saarburg) zu erkennen, wo der Betrieb zwischen Links- auf Rechtsverkehr wechselt. 
Nach dem Ende des Ersten Weltkriegs 1918 fiel dieser Streckenabschnitt wieder unter französische Verwaltung, wurde durch die Administration des chemins de fer d’Alsace et de Lorraine (AL) betrieben und der ehemalige deutsche Grenzbahnhof Elfringen (Lothr.) in Nouvel-Avricourt umbenannt. Mit der Gründung der SNCF am 1. Januar 1938 kam die Eisenbahnstrecke Paris–Straßburg in die Verwaltung des französischen Staates.
Beginnend am 17. Dezember 1956 mit dem Abschnitt Sarrebourg–Straßburg wurde die gesamte Strecke bis zum 22. Mai 1962 mit 25 kV 50 Hz Wechselspannung elektrifiziert.
1961 ereignete sich bei Vitry-le-François der Anschlag auf den Schnellzug Straßburg–Paris mit 28 Toten und 170 Verletzten.

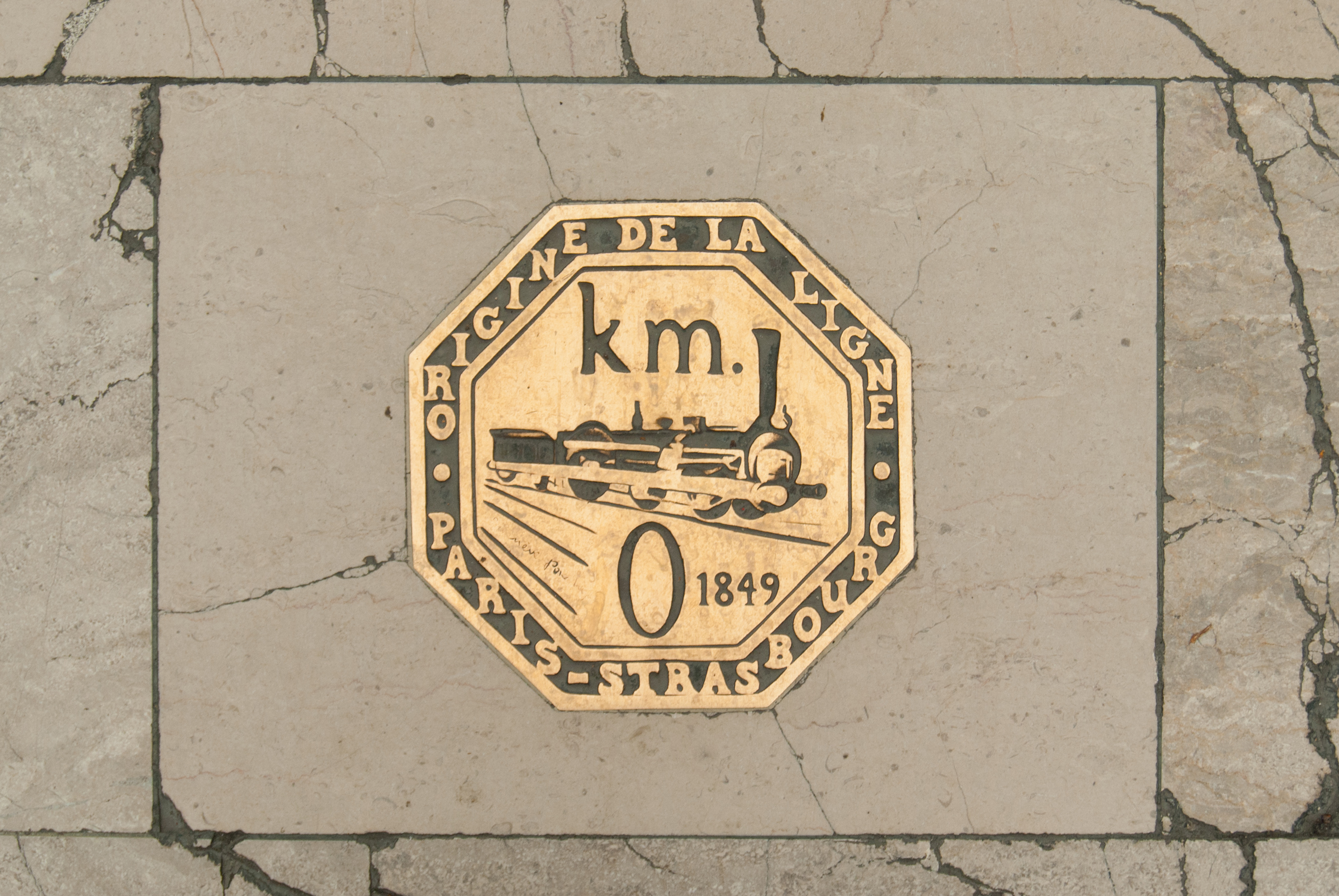
Kilometer 0 im Gare de l’Est
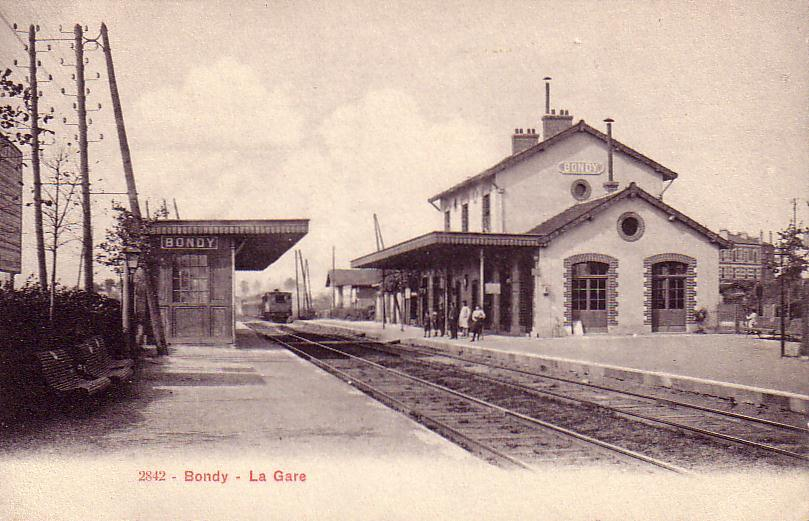
Bahnhof Bondy um 1900
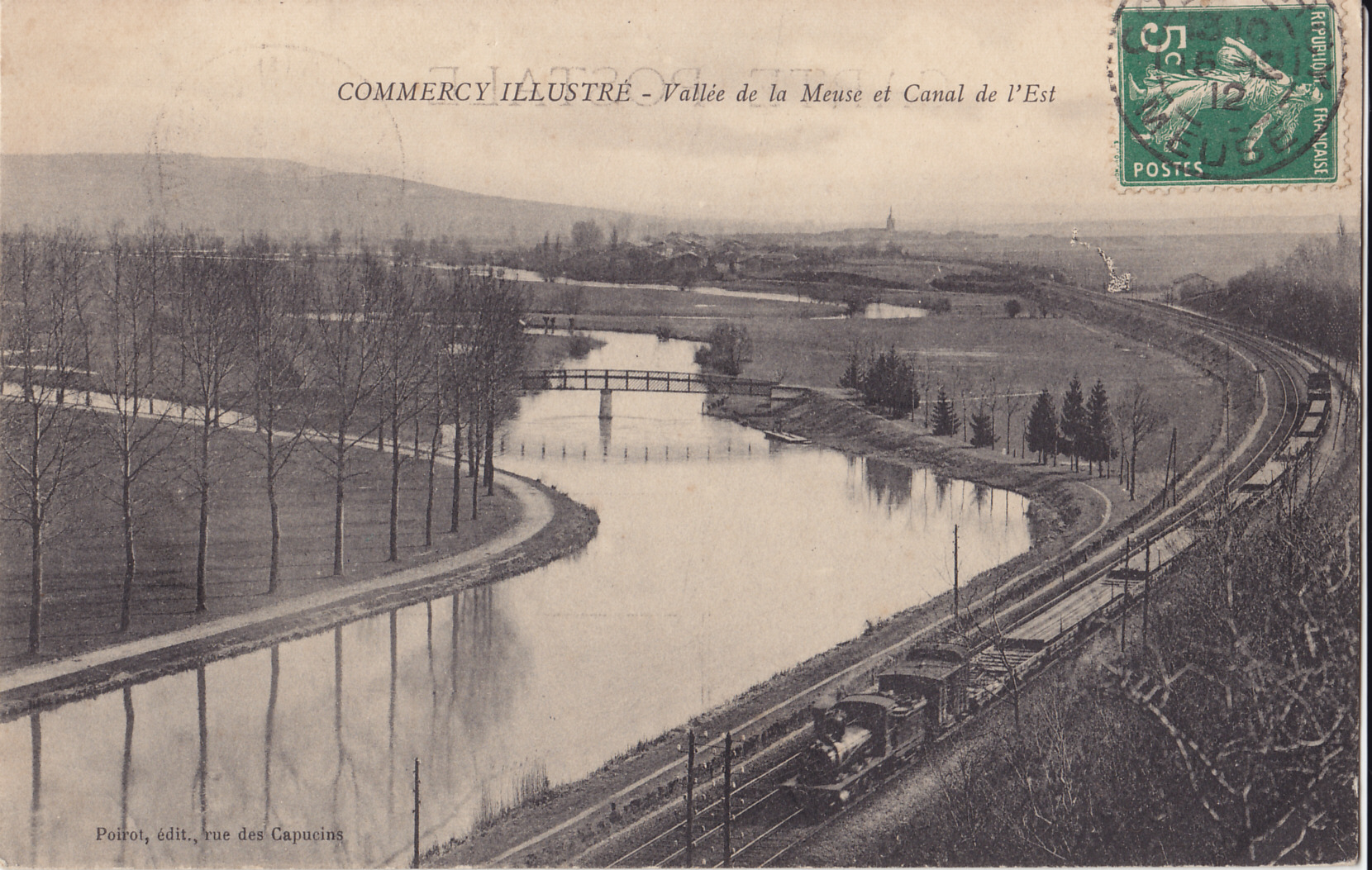
Güterzug bei Commercy, ca. 1912
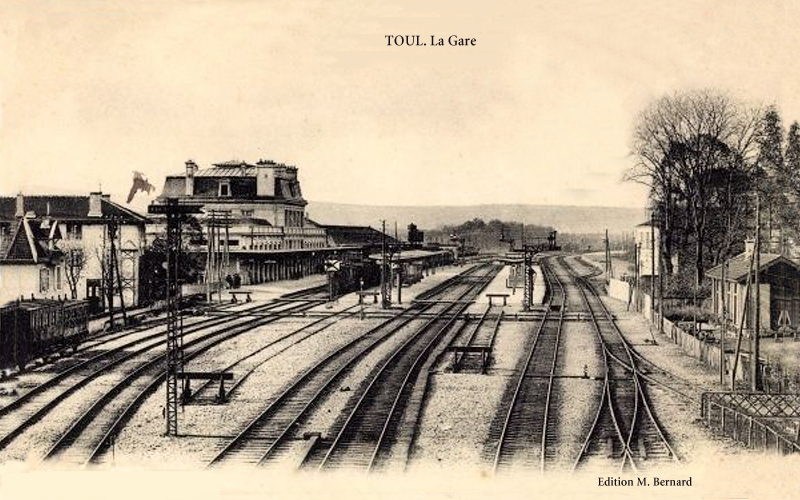
Bahnhof Toul um 1900

## Streckenverlauf

### Paris–Nancy
Vom Kopfbahnhof Paris-Est aus geht es im Pariser Becken geradlinig ostwärts in das Marnetal, wobei der Fluss – nach Passieren der Enge zwischen dem Mont Avron und dem Plateau de l’Aunoy- bei Lagny-sur-Marne erreicht wird. Die Trassierung hält sich nun an den Talboden, wobei große Flussschleifen unter mehrmaliger Querung der Marne nicht nur bis Meaux, sondern auch danach bis Château-Thierry abgekürzt werden. Südlich, also am linken Marneunfer geht es im weiten Tal, das zunehmend seine Mäandrierung verliert, über Épernay und Châlons-en-Champagne nach Vitry-le-François, wo die Bahnstrecke in die zunächst breite Niederung des Ornain ostwärts wechselt. Das Tal verengt sich nun und die Bahnstrecke verlässt, nach Passieren von Bar-le-Duc, die Furche des Ornain bei Nançois-sur-Ornain, um über die Côtes de Meuse ins Tal der Maas bei Lérouville zu wechseln. Das Maastal wird bis kurz vor Toul benutzt, ehe parallel zum Canal de la Marne au Rhin mit dem Tunnel de Foug in das Moseltal in Toul gewechselt wird. Nach mehrfacher Flusskreuzung wird bei Frouard in das Tal der Meurthe eingefahren und schließlich Nancy erreicht.

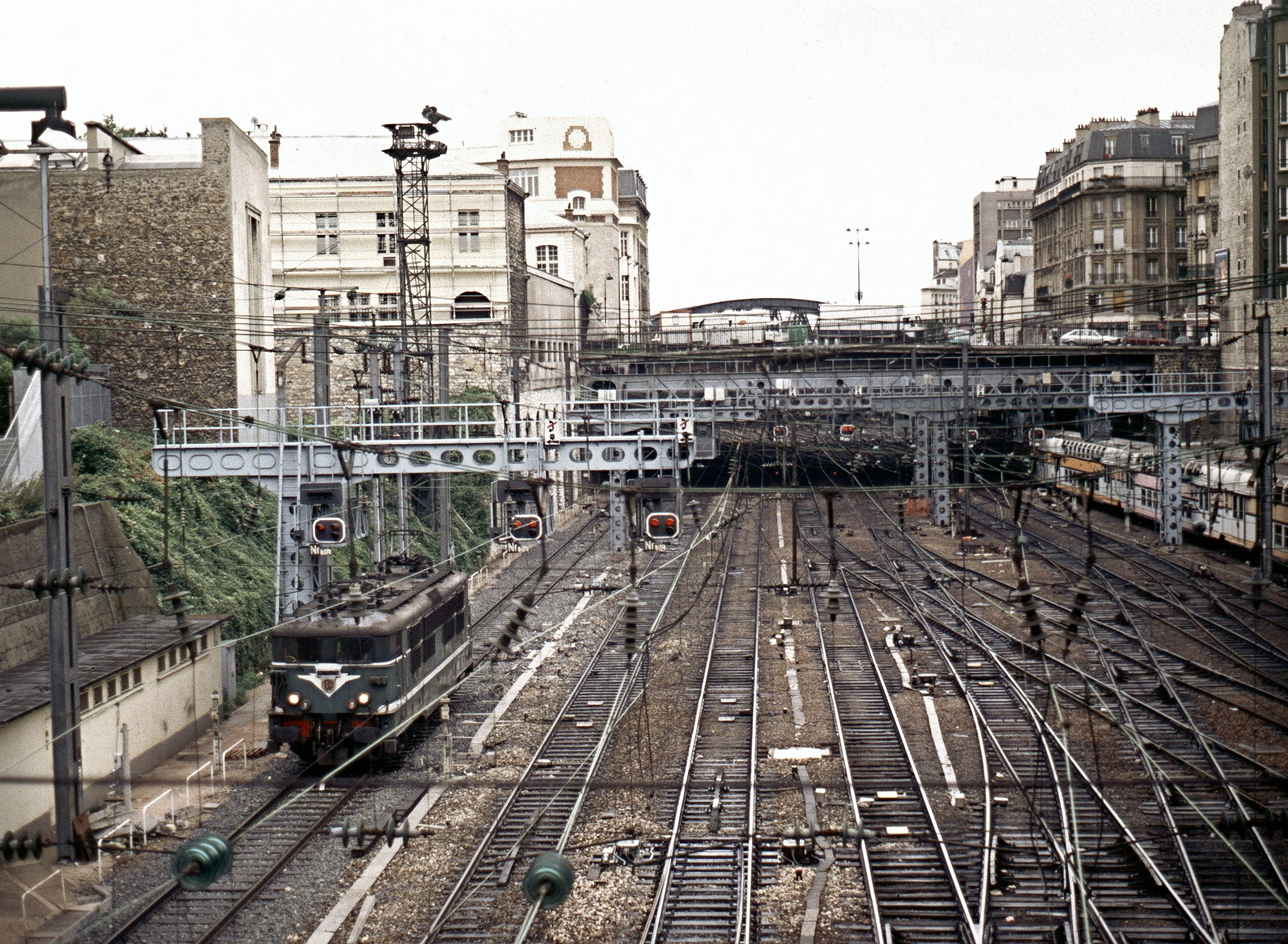
Gleisvorfeld des Ausgangsbahnhofs Paris-Est
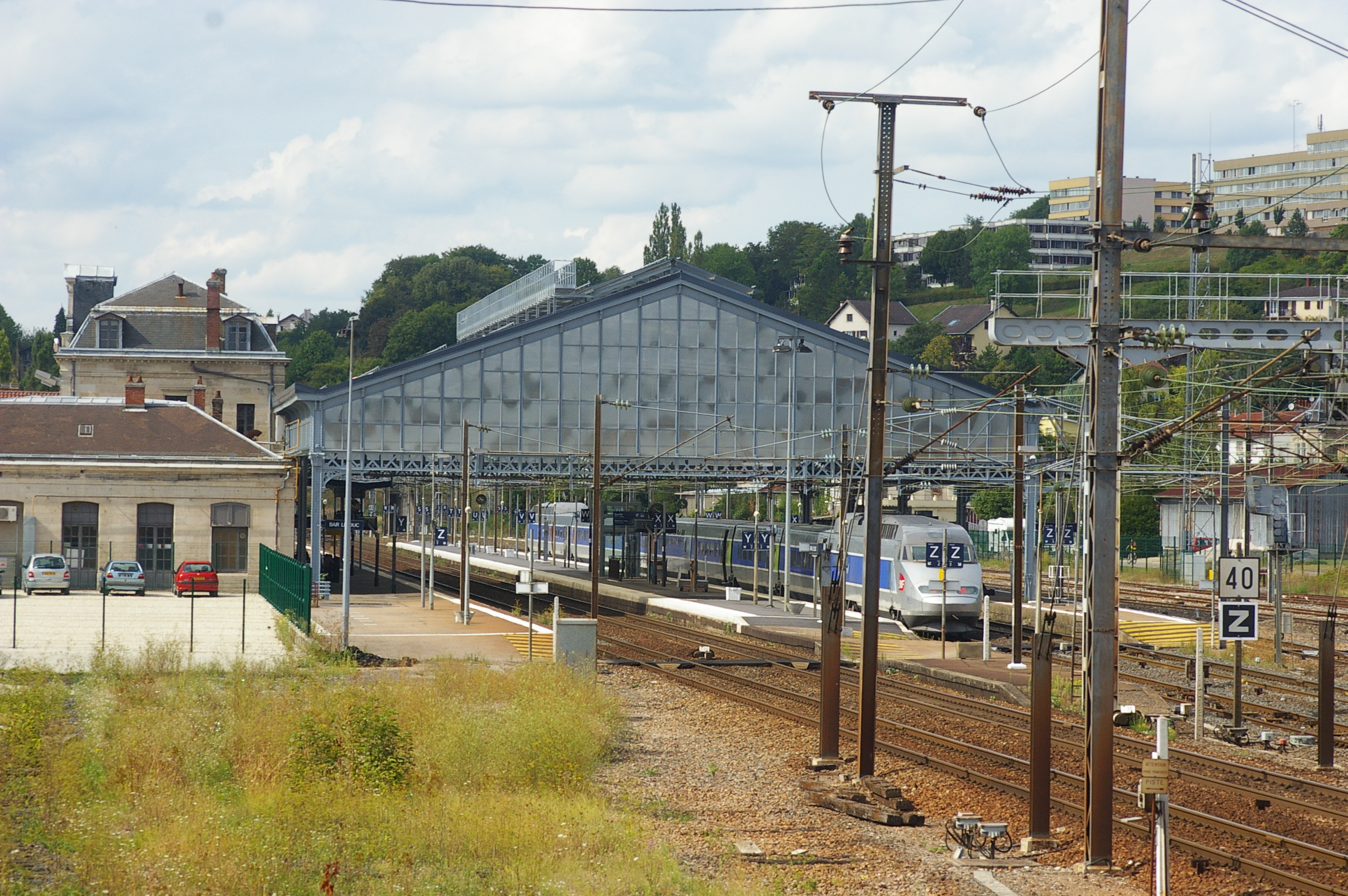
Bahnhof Bar-le-Duc

### Nancy–Strasbourg
Überwiegend rechtsufrig (östlich) wird ab Nancy die Meurthefurche zunächst südwärts bis Lunéville benutzt, wo sie wieder Richtung Osten im vorgelagerten Hügelland der Vogesen in kleineren Gewässerfurchen nach Héming führt. Nun erfolgt eine neuerlicher, kurzer Parallelverlauf mit dem Canal de la Marne au Rhin, ehe bei Sarrebourg das Tal der Saar berührt und hernach gebündelt mit dem Canal im Eisenbahntunnel von Arzviller der Kulminationspunkt der Strecke auf etwa 260 m Seehöhe erreicht ist.
Von nun an geht es die Vogesen bergab durch die zunächst enge Gewässerfurche der Zorn, stets parallel zum Canal, welcher unter mehrmaliger Flussquerung über Saverne bis Brumath gefolgt wird, wo die Bahnstrecke südwärts im breiten und flachen Rheintal nach Straßburg und seinem Bahnhof Strasbourg-Ville hin entlang der Saums der Vogesen-Westausläufer abdreht.

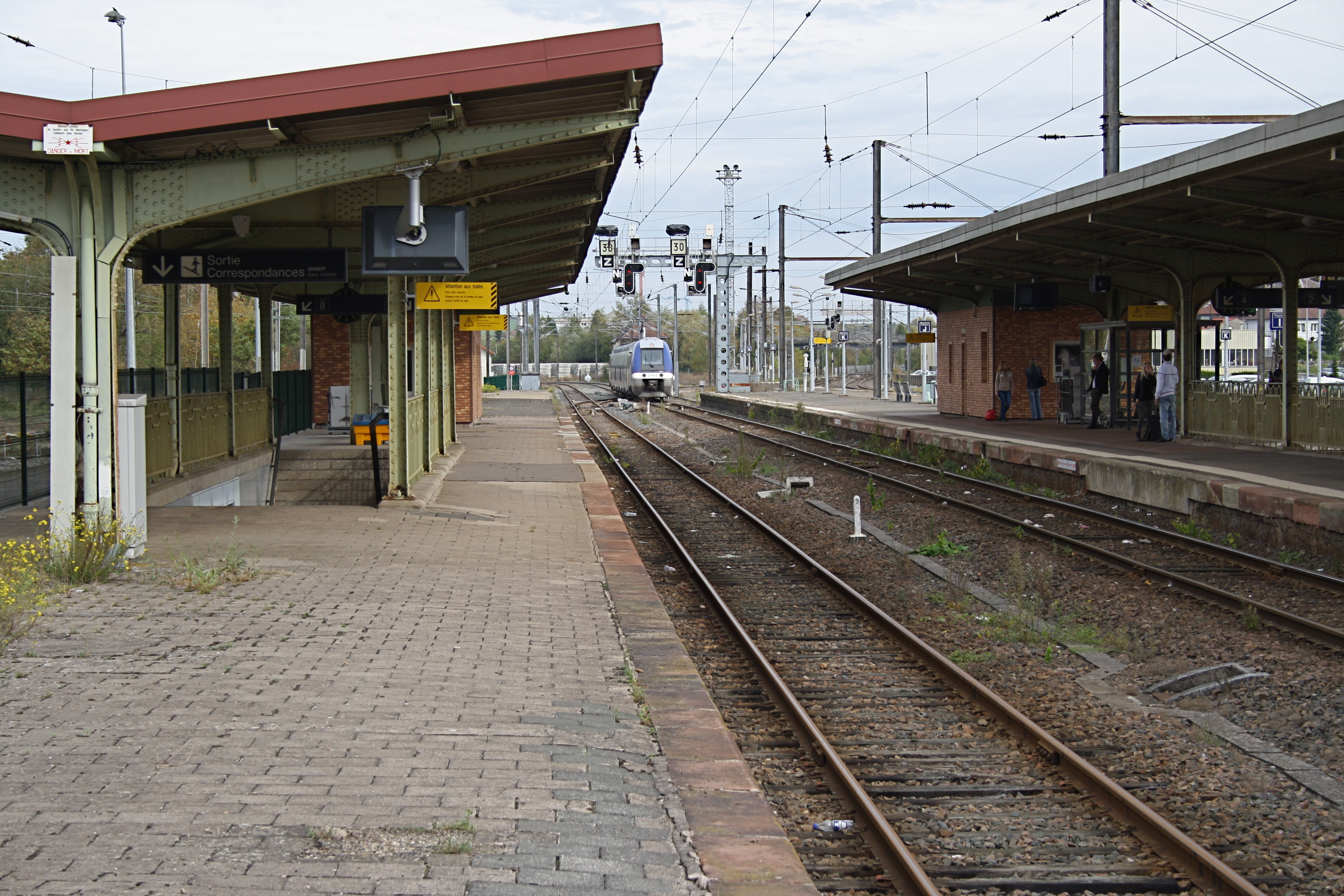
Bahnhof Sarrebourg mit aus Metz einfahrendem Triebzug der Baureihe Z 27500
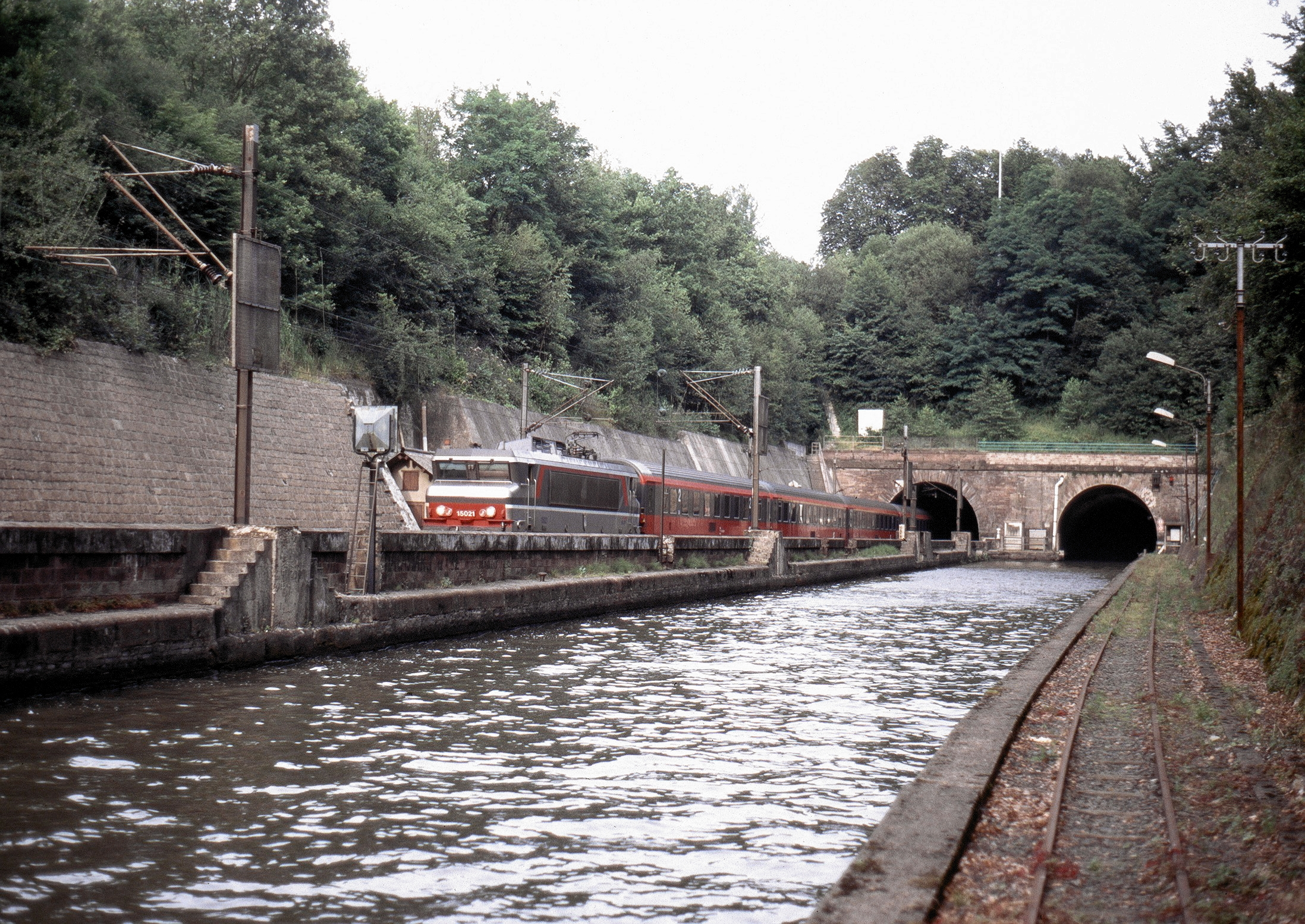
Westlicher Tunnelmund bei Arzviller mit Canal de la Marne au Rhin und Gleis der Treidelbahn
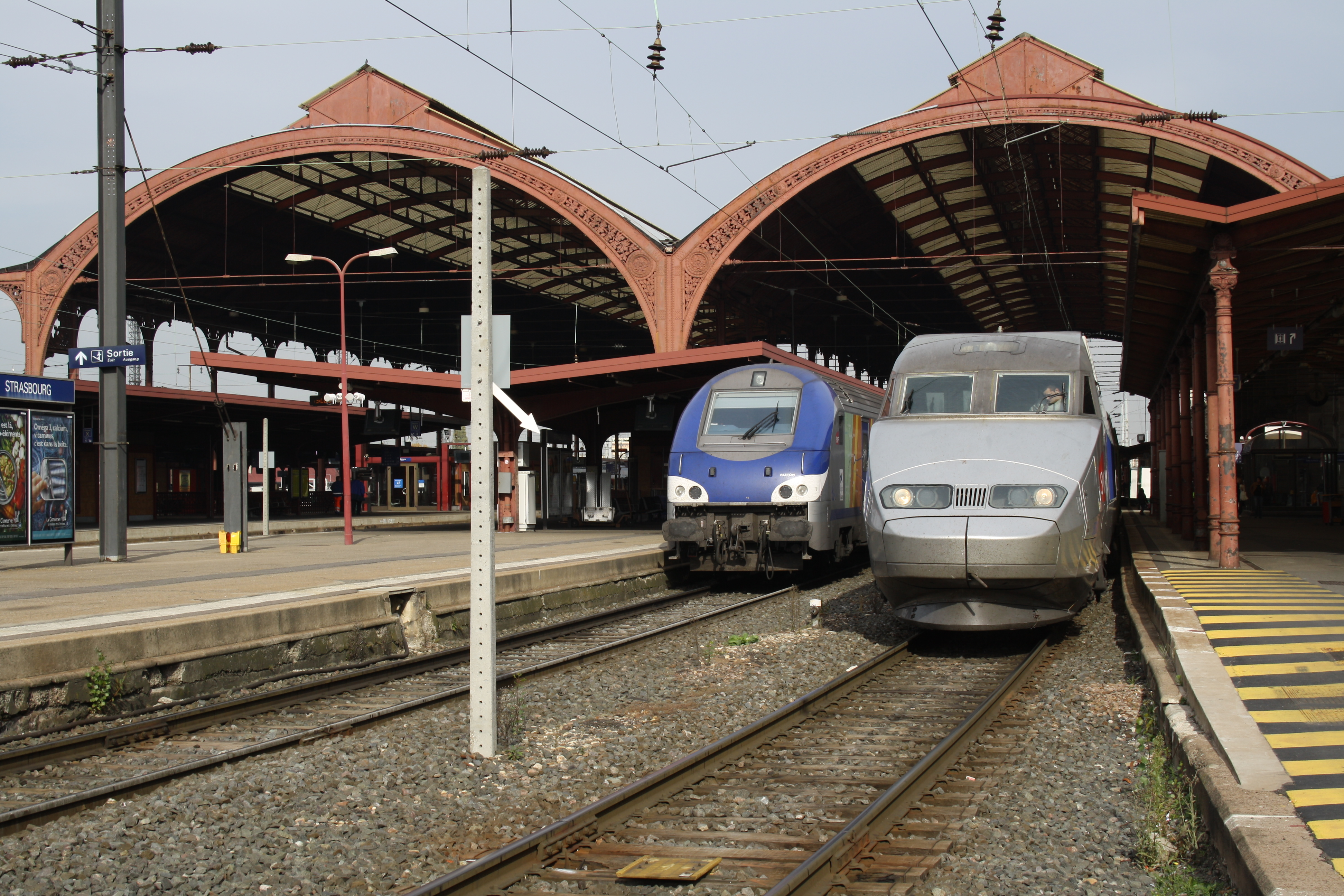
TGV im Bahnhof Strasbourg

## Infrastruktur

### Bahnhof Sarrebourg
Im Bahnhof Sarrebourg zweigte die Bahnstrecke Sarrebourg–Abreschviller ab. Zudem bestand hier von Anfang an ein Bahnbetriebswerk (BW). Es hatte einen Ringlokschuppen mit vier Gleisen und einer 13-m-Drehscheibe. In der Zeit der EL wurden weitere Gleise angefügt und eine 16-m-Drehscheibe eingebaut. 1912 bis 1914 wurde die alte Anlage durch einen Neubau an anderer Stelle ersetzt. Hier war zentral ein Ringlokschuppen mit 20-m-Drehscheibe und sechs Gleisen. 1919 ging auch diese Einrichtung an die Administration des chemins de fer d’Alsace et de Lorraine (AL) über, 1938 an die SNCF. Die AL reparierte die aus dem Ersten Weltkrieg zurückgebliebenen Schäden und baute das BW aus. Dazu gehörte auch eine 24-m-Drehscheibe. 1928 wurde das benachbarte BW Réding dem BW Sarrebourg unterstellt und, um den Austausch von Lokomotiven zwischen beiden Betriebsstätten zu erleichtern, zwischen beiden Betriebswerken 1928/29, parallel zur Strecke Paris–Strasbourg, ein drittes Gleis verlegt. Im Zweiten Weltkrieg wurden drei Luftangriffe auf das BW Sarrebourg geflogen, wobei etwa 25 % der Anlage und 23 Lokomotiven beschädigt wurden. Wie viele andere Bahnbetriebswerke fiel auch das in Sarrebourg der Elektrifizierung zum Opfer: Zuerst wurde in der zweiten Hälfte der 1950er Jahre die Außenstelle Réding aufgegeben, Ende der 1960er Jahre dann auch Sarrebourg selbst.

### Bahnhof Saverne
Im Bahnhof von Saverne (Zabern) zweigte eine stillgelegte Strecke nach Molsheim ab. Auch hier bestand seit Eröffnung der Strecke Paris–Strasbourg ein kleines BW mit einem zweigleisigen Lokschuppen. Unter der Verwaltung der EL entstand an anderer Stelle im Bahnhofsbereich ein neues BW mit einem Rundlokschuppen, der mit sechs Gleisen und einer 16-m-Drehscheibe ausgestattet war. Auch die AL baute das BW nach dem Ersten Weltkrieg noch einmal aus. Angegliedert war dem BW Saverne das BW Maisons-Rouges für die meterspurige Eselbahn (Bahnstrecke Lutzelbourg–Drulingen) bei Phalsbourg. Während des Zweiten Weltkriegs erfolgten fünf Luftangriffe auf das BW Zabern. Etwa 20 % der Anlage und 21 Lokomotiven kamen zu Schaden. Das BW arbeitete auch nach dem Krieg weiter, bis es nach der Elektrifizierung der Strecke aufgegeben wurde.

## Betrieb
Die Strecke Paris–Straßburg ist zweigleisig ausgebaut. Sie diente von Anfang an dem hochwertigen Fernverkehr. So nahm auch der Orient-Express seinen Weg über diese Route. Heute führt der schnelle Fernverkehr über die LGV Est européenne. Bis zur Fertigstellung des zweiten Bauabschnitts benutzten die TGV-Züge ab Sarrebourg aber noch die alte Strecke. Die alte Strecke wird im Fernverkehr nur noch von den ÖBB Nightjet Relationen zwischen Paris Est und Berlin (NJ 40469 bzw. NJ 40424) / Wien (NJ 469 bzw. NJ 424) genutzt sowie von TER-Zügen von Strasbourg nach Paris und retour zweimal am Tag. Von Straßburg führt der Fernverkehr über die Europabahn sowohl nach Karlsruhe, als auch nach Stuttgart und München. Seit 2011 fahren die TGV von Paris nach Basel und Zürich über die LGV Rhin-Rhône, welche die Reisezeit um 30 Minuten verkürzte.

## Diverses
Am 16. Dezember 1935 fuhr ein Bugatti-Triebwagen die Strecke Paris–Straßburg in 3 h 30 min, eine Durchschnittsgeschwindigkeit von 143 km/h, damals ein Weltrekord für Langstrecken.